# Gené, Maine-et-Loire

Gené este o comună în departamentul Maine-et-Loire, Franța. În 2009 avea o populație de 454 de locuitori.